# El Chiflón
El Chiflón är en ort i Mexiko.   Den ligger i kommunen Nacajuca och delstaten Tabasco, i den sydöstra delen av landet, 700 km öster om huvudstaden Mexico City. El Chiflón ligger 9 meter över havet och antalet invånare är 299.
Terrängen runt El Chiflón är mycket platt. Runt El Chiflón är det tätbefolkat, med 442 invånare per kvadratkilometer. Närmaste större samhälle är Jalpa de Méndez, 13,2 km väster om El Chiflón. Trakten runt El Chiflón består till största delen av jordbruksmark.